# Царівська сільська рада (Ружинський район)
Царівська сільська рада — колишня адміністративно-територіальна одиниця та орган місцевого самоврядування у Ружинському районі Житомирської області Української РСР з адміністративним центром у селі Царівка.

## Населені пункти
Сільській раді на час ліквідації були підпорядковані населені пункти:
- с. Царівка.

## Історія та адміністративний устрій
Створена 1941 року в с. Царівка Вільнопільської сільської ради Ружинського району Житомирської області.
Станом на 1 вересня 1946 року сільська рада входила до складу Ружинського району Житомирської області, на обліку в раді перебувало с. Царівка.
Ліквідована 11 серпня 1954 року, відповідно до указу Президії Верховної ради Української РСР «Про укрупнення сільських рад по Житомирській області», територію ради та с. Царівка приєднано до складу Вільнопільської сільської ради Ружинського району Житомирської області.